# Передерий, Андрей Владимирович
Андре́й Влади́мирович Переде́рий (3 августа 1974, Орджоникидзе, СССР) — советский и российский футболист, играл на позициях полузащитника и нападающего, функционер, тренер. Рекордсмен «Автодора» по числу сыгранных матчей и лучший его бомбардир за все времена (346 игр, 104 гола).

## Карьера

### Клубная
Профессиональную карьеру начинал в 1991 году во владикавказском «Автодоре», который выступал во второй низшей лиге. В 2001 году играл за «Содовик» Стерлитамак, после чего вернулся в «Автодор», далее играл в пятигорском клубе «Машук-КМВ» и в «Олимпии» Волгоград.

### Послеигровая
После окончания футбольной карьеры некоторое время был играющим тренером «Автодора», после чего работал начальником и техническим директором клуба. С 2010 — начальник команды «Беслан-ФАЮР». С июля 2018 — тренер «Спартака» Владикавказ.